# 西深境的彼方
《西深境的彼方》是一部動作冒險風格的網路漫畫，由亞歷克斯·凱恩（Alex Kain）創作、瑞秋·班奈特（Rachel Bennett）等人繪製。本作於2012年1月1日開始在其官方網站發行，並以約每週一頁的頻率連載至今。漫畫故事的背景設定於中世纪時代、一個由擬人動物所居住的世界——達尼亞（Dunia）；生活於達尼亞的七個種族間長期存在著歧見，而潛在的衝突使得四個王國瀕臨戰爭的邊緣。
漫畫的作者凱恩是一名電子遊戲設計師，工作以外的時間亦兼職寫作；繪者班奈特則是一名畢業自楊百翰大學動畫中心的自由畫家。本作的角色及背景設定主要啟發自凱恩年少時熱愛的作品《紅牆》——一部同樣以生活於中世紀之擬人動物為主角的兒童奇幻小說系列。凱恩最初於2008年開始於網誌發布漫畫的開發過程，並將本作命名為《四王國》（The Four Kingdoms）；在正式發行前，漫畫的故事和角色曾歷經多次重新構想，並於2011年初更名為《西深境的彼方》。
本作以章節分段，主線故事預計共七至八個章節；截至2018年底，漫畫已發行三個章節，其中前兩章曾出版成書。在2015年以前，本作的紙本書籍為獨立出版，由凱恩自行洽談印刷廠印製少量的精裝版並於官方網站及各漫畫展銷售。2014年12月，Action Lab購買了漫畫的出版權，並在兩年間發行了漫畫第一、二集的平裝版；直到2017年12月，凱恩等人將漫畫的出版權購回，方才恢復獨立出版。除了班奈特繪製的主線故事外，本作亦有由傑羅姆·雅辛圖（Jerome Jacinto）和潔耶爾·安德森（Jayelle Anderson）兩位客座畫家繪製的副章節與短篇漫畫。

## 故事

### 背景設定
《西深境的彼方》故事中的世界名叫達尼亞（Dunia）——一片只有擬人動物生活的大地；居住在達尼亞的種族共有七支，分別是泰米安（Tamian）、路特恩（Lutren）、爾曼（Ermehn）、凱尼德（Canid）、菲利斯（Felis）、弗潘（Vulpin）和波坎（Polcan）族:5-12。約兩百年前，達尼亞曾爆發一場牽連所有種族的戰爭，最終簽訂的切諾勞條約（Treaty of Cenolau）確立了四個王國的肇建:35。位處西方的桑斯格羅夫國（Sunsgrove）由泰米安和路特恩族共治，領土涵蓋西部海岸以及滿布叢林的西深境（Western Deep），時常面臨波坎族海盜以及叢林中巨型怪物的威脅；北方由凱尼德族統治的艾希林國（Aisling）崇尚軍國主義，由將軍治國而國王並無實權；南方的那弗蘭國（Navran）由弗潘族領導的議會統治，領土橫跨廣袤的辛之沙漠（Desert of Zin），其首都廣納四方居民，為達尼亞的種族大熔爐；東方由菲利斯族統治的基夏爾國（Kishar）以高度文明發展著稱，具神聖地位的菲利斯學者涉足整片大陸，記錄著各地的風俗民情以及正發生的歷史事件:5-12。
戰爭中，原散居於北蠻荒地（Northern Wastes）的凱尼德族集結南下，與泰米安和路特恩族結盟並攻陷爾曼族的領土；切諾勞條約規定戰敗的爾曼族自此必須生活於北蠻荒地，並將波坎族放逐至西方海域。凱尼德族於是在原先屬於爾曼族的領土建立了艾希林國，與北蠻荒地以戴特拉達隘口（Deltrada）為界，兩族間自戰爭結束以降便衝突不斷:5-12。

### 劇情
凱尼德族與爾曼族的衝突不斷升溫，因桑斯格羅夫與艾希林互為盟國，路特恩族的海洋守衛軍司令基諾許（Kenosh）接獲消息後便帶領兒子達坎（Dakkan）以及甫升任泰米安皇家守衛軍司令的昆蘭（Quinlan），做為桑斯格羅夫的官方代表北上前往戴特拉達，說服克羅維斯將軍（Clovis）和平處理爭端:33-38。另一方面，爾曼族斯拉薩部落（Sratha-din）的首領哈丁（Hardin）正四處招攬戰士，計畫南下夜襲戴特拉達軍營，打算奪回原屬爾曼族的失土:73-76。
好戰的克羅維斯對基諾許一行人停火的要求相當不以為然，並指出依兩國間的盟約，桑斯格羅夫有義務在衝突爆發時出兵相助，甚至強行將三人留置於軍營:37-47。當晚，斯拉薩部落突襲戴特拉達軍營，哈丁卻被凱尼德族的士兵所擒:61-82。克羅維斯正要處決哈丁時，基諾許出面阻止不遂，便拔劍殺害克羅維斯:82-84。混亂中，昆蘭的左肩中箭受傷，達坎也險些被哈丁的手下所殺:86-88。與哈丁早有淵源的基諾許相當憤怒，責備哈丁未待他以外交手段解決紛爭便直接武攻；在眾目睽睽下殺害艾希林國將軍的基諾許只得無奈與達坎告別，並同哈丁等人逃出軍營:89-94。克羅維斯之弟托許（Tosch）將軍隨後抵達戴特拉達，並對昆蘭與達坎拷問基諾許的下落未果；對基諾許的作為仍備感錯愕的兩人趁虛脫離地牢，啟程趕回桑斯格羅夫:10-38。
戴特拉達事件發生後，艾希林國旋即向桑斯格羅夫國宣戰。與此同時，昆蘭的女友珍妮克（Janik）正以助理大使的身分前往那弗蘭述職；不知情的珍妮克一行人在途中的切諾勞城遭凱尼德族士兵襲擊，幸被珍妮克的父親派出的刺客所救:65-73。

## 創作

### 構想與開發
《西深境的彼方》的作者亞歷克斯·凱恩（Alex Kain）是一名電子遊戲設計師，曾擔任《塵埃：幸福的尾巴》、《激战2》等遊戲的編劇；他在業餘時則以寫作為樂，除了本作外也曾撰寫過漫畫系列《鼠護衛》的故事，而《西深境的彼方》即是凱恩第一部公開的原創作品。凱恩最早約於2007年開始構思本作，其角色與背景設定啟發自《紅牆》、《瓦特希普高原》、《鼠谭秘奇》和《黑神鍋傳奇》等凱恩年幼時喜愛的文學與電影作品。其中，布萊恩·傑克斯撰寫的《紅牆》為本作靈感來源的核心，兩者同樣以生活於中世紀的擬人動物為主角；凱恩希望在相同的背景設定下，跳脫童書的框架，融入更多能夠引起成年讀者共鳴的內容。凱恩曾說道：「我覺得《紅牆》早期的讀者可能正尋找著一部探究的層面更深些、提出的問題更宏大些、且更能夠令人打從內心地感到刺激的作品。」
2008年9月，凱恩開始於網誌記錄漫畫的開發過程。最初，凱恩將本作命名為《四王國》（The Four Kingdoms），他在草稿中寫下的第一段話便確立了本作的背景設定：「這是個中世紀風格、既骯髒又混亂的世界。許久前的一場戰爭使得所有種族離散各地，而原本無名的這片大地現今被稱為四王國。」凱恩便接著描繪這個世界的細節，包含它的每個種族和其地理與人文，最後才著手設計其角色與故事情節。凱恩認為，在多數背景世界開發先於劇情設計的故事中，主角們往往不斷地四處移動，以令讀者能夠見到更多世界中的場景，然而故事和角色設計則相對較無深度，如《魔戒》系列；他希望《四王國》能夠在兩者間取得平衡，使故事的背景世界和角色能夠受到同等的關注。
原先，《四王國》為小說形式的作品；當凱恩讀過大衛·彼德森的漫畫作品《鼠護衛》後，深受其栩栩如生的插圖吸引，於是希望改以漫畫形式呈現《四王國》，如此一來其角色與世界的樣貌便「不只是被詳盡的描寫出來，更能夠與作者腦中的想像完全相符」。而為了不讓漫畫畫格中的對話顯得過於冗長，他在與班奈特合作的初期便對《四王國》的原始草稿做了許多文字上的刪減。主線劇情在漫畫的創作過程中、甚至是正式發行以後都曾經歷多次修改，然而數個關鍵的場景在開發早期便已有較具體的草圖，比如主角昆蘭（Quinlan）與克里姆（Crim）兩人比武、以及基諾許（Kenosh）等人在皇座室向國王達比（Dahbeid）匯報的橋段。

### 角色設計

主角昆蘭（Quinlan）和達坎（Dakkan）在製作初期的概念藝術，繪者為瑞秋·班奈特

《西深境的彼方》中的角色皆為擬人化動物，故事中的七個種族分別等同於真實世界的北美紅松鼠（泰米安族）、水獺（路特恩族）、白鼬（爾曼族）、狼（凱尼德族）、貓（菲利斯族）、狐（弗潘族）和虎鼬（波坎族），而各種族的名稱也是取自這些動物的學名或英文暱稱。繪者瑞秋·班奈特（Rachel Bennett）自幼便相當喜愛電影或故事中的動物角色，且認為以虛擬的漫畫世界而言，繪製動物角色的自由度比起人類角色來得高一些。班奈特提到，由於擬人動物並不是百分之百的人類，所以當他們做出一些超乎常人的舉動時，讀者並不需要過多的解釋便能夠理解，比如一隻在幾分鐘內便能徒手爬上一棵巨樹的松鼠角色；另外，某些動物也有著人類所缺乏的肢體語言，例如沮喪時下垂的耳朵、或是憤怒時弓起的背與豎起的毛。不過，班奈特也指出，獸迷社群中許多與人類過度相似而只有些微動物特徵的獸人角色，則反而無法令讀者信服，故她在繪製時也確保漫畫中的角色看起來「毫無疑問地是隻動物，而不是一個身上長毛的怪人」。也因此，班奈特必須透過臉部細微的特徵、大致的體型和服裝等視覺要素使讀者能夠區分角色的性別。
由於凱恩以設計電子遊戲為業，他在設計《西深境的彼方》的角色時也採取了電子遊戲中常見的作法。凱恩認為，一般的作家在故事中是先確立角色的個性原型，從而將其發展得更複雜而明確；然而在《失落的奧德賽》或《最終幻想》系列等具龐大故事線和回合制戰鬥模式的作品中，角色的發展常受其在遊戲裡存在的目的而定。凱恩便是以後者的角度出發，試圖將主角們建構成一個在個性與能力上相互「平衡」的團隊；比如，弓術高超的主角昆蘭善於遠距攻擊且沈穩內斂，而他精通杖術的摯友達坎（Dakkan）則適合近戰且豪放不羈。事實上，達坎原為班奈特的原創角色且最初與《西深境的彼方》毫無關聯，而是在凱恩與班奈特開始合作後才被引入漫畫，進而成為主角昆蘭的搭檔。
除了角色本身之外，他們的服裝也曾有過數次設計上的更迭。在最初的概念藝術中，多數角色的穿著為無袖長袍；然而，凱恩和班奈特認為單層的服裝顯得「不像是人們真的會穿的衣服，而更像是一套莎士比亞劇的戲服」，因此在最終發行的版本中為角色設計了層次較多的服飾。另外，凱恩在部分角色的整體視覺上採取較不對稱的設計，其靈感取自1990年代以降日本角色扮演遊戲中常用的手法。

## 發行

### 網站
2010年中旬，凱恩與班奈特印製了《四王國》的試閱刊，其中包含故事提案、角色介紹、漫畫樣頁和第一章的劇本等內容，並於該年度的紐約動漫展向潛在的出版社推銷，但未求得買家。在那之後，凱恩曾考慮再印製一份單頁的試閱刊、或是以網路漫畫的形式發行《四王國》的前傳。2010年底，凱恩與班奈特決定採取其他作家的建議，捨棄原本的17×26公分標準漫畫紙格式、改用較接近正方形的版面，並以網路漫畫的形式發行整部故事，同時將作品更名為《西深境的彼方》（Beyond the Western Deep）。
《西深境的彼方》的官方網站於2011年底上線，漫畫的第一頁則於2012年1月1日發布。自發行以來，本作約以每週一頁的頻率連載至今，目前主線故事已有三個章節：〈西深境的森林〉（The Forests of the Western Deep）、〈北行〉（Northward）與〈西深境的放逐者〉（Outcasts of the Western Deep）。凱恩與班奈特兩人皆非全職的漫畫作家，因此主線故事的連載時有間斷，其中有兩次休刊為期較長。2015年10月，第二章接近尾聲時，凱恩宣布將邀請客座畫家傑羅姆·雅辛圖（Jerome Jacinto）繪製獨立短篇漫畫〈凱因與約克的冒險〉（The Adventures of Cain & Yurk）以及銜接主線劇情的副章節〈東方沙漠之歌〉（Song of the Eastern Sands），以讓班奈特可有約一年的時間休息；2018年3月，由於凱恩與班奈特忙於籌畫獨立出版的群眾募資，兩人決定暫停發行到一半的第三章，並邀約客座畫家潔耶爾·安德森（Jayelle Anderson）繪製獨立短篇漫畫〈學者與海怪〉（The Scholar and the Seawal）。
除了漫畫之外，凱恩也曾在數次短期休刊中發表《西深境的彼方》的短篇故事，描述漫畫中部分角色的背景以及提供更多達尼亞（Dunia）的世界觀。其中，介紹哈丁（Hardin）手下貝凡（Bevan）來歷的短篇文章〈艾文部落之亡〉（Fall of the Evyn-din）曾被凱恩擴增為網頁版的多結局互動式故事。

### 出版與銷售
《西深境的彼方》初發時並無出版社。漫畫的第一章完結後，凱恩自行洽談印刷公司PrintNinja印製了550本的第一集精裝版，它同時包含了14頁的序幕、65頁的第一章以及一些角色的概念藝術和設計歷程。該限量印刷的精裝版曾於2014年度的波士頓動漫展以及巴爾的摩動漫展銷售，而剩餘的庫存則置於官方線上商店販賣，售完後便未再印行。2014年底，Action Lab買下《西深境的彼方》的出版權，後分別於2015年6月及2016年11月發行了第一集及第二集的平裝版，並在美國的網路及實體書店等通路銷售。
在前兩集的平裝版上市後，凱恩與班奈特逐漸認為由出版社發行《西深境的彼方》並非最佳選項。凱恩表示，由於本作在出版後仍持續以網路漫畫的形式免費於線上發行，漫畫的實體書籍必須擁有較高的質量、或包含獨家的額外內容，才能吸引讀者購買，否則並無存在的必要；此外，凱恩與班奈特也希望販賣自己設計的相關周邊商品，由出版社所掌握的出版權便成為束縛。因此，兩人決定於2017年底與Action Lab分道揚鑣；由於出版社要求凱恩與班奈特將平裝書剩餘的庫存買下，其龐大的經費令兩人無法負擔，在凱恩的好友瓦盧那·凡恩（Varuna Vahn）出資協助下兩人才成功購回出版權。2018年7月，凱恩等人成立漫畫的官方有限公司以處理後續的出版與產品銷售。
2018年9月，凱恩與班奈特於Kickstarter發起了《西深境的彼方》第一集精裝版重新印行的群眾募資專案，並成功於一個月內募得了22,845元美金。除了書籍之外，凱恩與班奈特也曾於各漫畫展、線上商店及Kickstarter專案販賣T恤、別針、海報等周邊商品。

### 評價
《學校圖書館學報》的琪拉·派洛特（Kiera Parrott）在一篇專評以擬人動物為主角之漫畫的文章中推薦了《西深境的彼方》；其評論員莉莎·諾連（Lisa Nowlain）指出本作有著《紅牆》的風格、卻以圖像小說的形式呈現相當有趣，並寫道：「還沒看過其它類似故事的年輕讀者會很喜歡（本作）——而任何熱愛有著動物角色之奇幻故事的讀者們將對它愛不釋手。」《CGMagazine》的加思蒂·莫思爾（Cassidee Moser）曾將本作列於她所推薦的五本獨立漫畫之一，並對主角與故事的深度及動作場景中流暢生動的畫風有所讚許。此外，《Tor.com》的薩繆爾·查普曼（Samuel Chapman）亦將本作與《紅牆》及《鼠護衛》兩作相擬，並認為它同樣在使用擬人動物角色上「達到了建構虛擬世界的最高境界——創造出來的世界雖與我們所生活的截然不同，卻充滿著許多能夠立時引人入勝的角色。」
本作也曾在數個獨立的漫畫評論網站獲得好評。《讓你掛披風的一個地方》（a Place to Hang your CAPE）的戴瑞爾·岡格洛夫（Darryl Gangloff）稱讚了凱恩的文筆和班奈特的藝術，認為雖然漫畫的封面可能看似童書，它以戰爭與政治為主題的故事實則老少咸宜；他並寫道：「若《權力遊戲》被重新構想成一部迪士尼電影，則這（本作）可能就是結果。」《漫畫混蛋們》（Comic Bastards）一位不具名的評論員指出，雖然前兩集中動作場景相對不足且步調稍慢，但漫畫以強權政治為核心的故事相當出色；幼時曾非常喜愛布萊恩·傑克斯作品的他並寫道：「這部網路漫畫的第一集描述一個有著驚人深度的世界，並喚起了一些《紅牆》曾帶給我們的好感。」

## 外部連結
- 官方網站 （页面存档备份，存于）